# 디옥시아데노신
디옥시아데노신(영어: deoxyadenosine, dA)은 디옥시리보뉴클레오사이드의 한 종류이다. 디옥시아데노신은 리보뉴클레오사이드인 아데노신의 유도체로, 아데노신은 5탄당이 리보스이고, 디옥시아데노신은 5탄당이 리보스의 2' 탄소에 위치한 하이드록시기(-OH)가 수소(-H)로 치환된 디옥시리보스라는 것이 차이점이다. 디옥시아데노신(dA)은 이중가닥 DNA에서 디옥시티미딘(dT)과 염기쌍을 이루는 DNA의 뉴클레오사이드이다.
아데노신 탈아미노효소가 없을 경우, T 림프구에 디옥시아데노신이 축적되어, T 림프구를 죽이게 되어서 아데노신 탈아미노효소 결핍증(또는 아데노신 탈아미노효소 중증 복합 면역결핍증)으로 알려진 유전 질환을 일으킨다.

## 같이 보기
- 디옥시리보뉴클레오타이드
- 코디세핀 (3'-디옥시아데노신)